# Pilichremylus articulatus
Pilichremylus articulatus är en stekelart som beskrevs av Sergey A. Belokobylskij 1992. Pilichremylus articulatus ingår i släktet Pilichremylus och familjen bracksteklar. Inga underarter finns listade i Catalogue of Life.